# Rock Heart
Rock Heart byl mezinárodní metalový open-air hudební festival pořádaný od roku 2016 do roku 2019 v okolí zámku Moravský Krumlov v okrese Znojmo v Jihomoravském kraji. Na prvním ročníku, který trval jeden den, vystoupili jako hlavní skupina němečtí Helloween. O rok později se festival rozrostl již na dva dny a zúčastnily se ho čtyři zahraniční kapely; Amon Amarth, Sonata Arctica, Powerwolf a Lordi. Tento ročník byl s návštěvností téměř 7 500 diváků vyprodán. V roce 2018 na festival přicestuje hned 12 zahraničních skupin – Hammerfall, W.A.S.P., Epica, Sodom, Amaranthe, Kataklysm, Dragonforce, Primal Fear, AXXIS, Refuge, GUS G. a Heidevolk. Doplní je ještě 8 českých skupin.

## Ročníky

### 2016
První ročník festivalu proběhl 20. srpna 2016.
| Sobota                                                                          |
| ------------------------------------------------------------------------------- |
| Monroe Bastard Hentai Corporation Gate Crasher Sebastian Kern Jerem.I Helloween |

### 2017
Druhý ročník festivalu proběhl 18.–19. srpna 2017.
| Pátek                                                       | Sobota                                                                                      |
| ----------------------------------------------------------- | ------------------------------------------------------------------------------------------- |
| Arakain Komunál DeBill Heads Torr Alkehol Lordi Amon Amarth | Bleeding Heart Eagleheart Salamandra Škwor Debustrol Citron Harlej Sonata Arctica Powerwolf |